# Đại học Melbourne
Viện Đại học Melbourne hay Đại học Melbourne (tiếng Anh: The University of Melbourne, hay còn gọi là Melbourne University, Melbourne Uni, Melbourne, hay UniMelb) là một viện đại học công lập ở Melbourne, Victoria, Úc. Được thành lập vào năm 1853, Melbourne là cơ sở giáo dục đại học lâu đời thứ hai tại Úc và lâu đời nhất tại tiểu bang Victoria.
Bên cạnh khuôn viên chính Parkville ngay phía bắc khu trung tâm thành phố, Melbourne còn có nhiều khu trường sở khác nằm rải rác trên toàn tiểu bang. Là một trường lâu đời bậc nhất của nước Úc được biết đến một cách thông tục là "sandstone university", Melbourne còn là thành viên của các hiệp hội như Nhóm 8, Universitas 21 và Hiệp hội mạng lưới các viện đại học vùng vành đai Thái Bình Dương. Trường có một trong những nguồn lực tài chính lớn nhất của bất kỳ trường đại học Úc, với mức bảo trợ thường niên năm 2013 lên đến 1,86 tỷ đô la Úc.
Viện Đại học Melbourne luôn đứng đầu trong số các trường đại học tốt nhất tại Úc và trong nhóm các trường đại học tốt trên thế giới, đặc biệt là trong các ngành khoa học sinh học, y khoa và công nghệ thông tin. Trường hiện đang xếp hạng hàng đầu tại Úc và đứng thứ 37 trên thế giới trong xếp hạng 400 trường đại hàng đầu thế giới của Thời báo Giáo dục Đại học 2013-2014, trong khi bảng xếp hạng các trường đại học của QS năm 2014 xếp Melbourne ở vị trí số 33 toàn cầu. Ở Úc, Melbourne là trường đại học tổ chức nghiên cứu lớn thứ hai sau CSIRO. Trong năm 2010, trường đã chi 767,5 triệu USD vào nghiên cứu và đã liên tục được xếp hạng đầu tiên hoặc thứ hai trên các chỉ số nghiên cứu quốc gia lớn được sử dụng bởi Chính phủ Úc để phân bổ công. kinh phí cho cơ sở hạ tầng nghiên cứu và đào tạo.
Melbourne có hơn 42.000 sinh viên cùng đội ngũ cán bộ nhân viên hơn 7.300 người, trong đó có 3.700 giảng viên và giáo sư đại học. Năm 2008, nhà trường đã giới thiệu Mô hình Melbourne gây tranh cãi, sự kết hợp của thực hành khác nhau từ các trường đại học Mỹ và châu Âu, nhằm mục đích tại nhất quán với quá trình Bologna Liên minh châu Âu.
Bốn Thủ tướng Úc và năm Toàn quyền Úc đã từng học tập tại trường này. Sinh viên và giảng viên của trường cũng đã giành được tổng cộng 7 giải Nobel, nhiều nhất trong số các trường đại học và học viện tại Úc.

## Lịch sử
| Năm  |      |
| ---- | ---- |
| 1901 | 500  |
| 1920 | 1000 |
| 1939 | 4000 |

### Hình thành
Người có công đầu trong việc hình thành Viện Đại học Melbourne chính là John Childers, Kiểm toán viên trưởng và Bộ trưởng Tài chính thuộc địa Victoria. Trong Diễn văn Ngân sách đầu tiên trước Hội đồng lập pháp Victoria ngày 4 tháng 11 năm 1852, ông đề xuất thành lập một viện đại học công lập tại Melbourne với kinh phí do chính quyền thuộc địa Victoria bảo trợ. Vốn kinh phí dự toán ban đầu là 10.000 bảng Anh, sau đó được nâng lên thành 20.000 bảng, kèm theo khoản tài trợ công hàng năm 9.000 bảng. Ngày 22 tháng 1 năm 1853, Phó thống đốc thuộc địa Victoria lúc ấy là Đại úy Charles La Trobe phê chuẩn một sắc lệnh cho phép thành lập Viện Đại học Melbourne với chức năng đào tạo các ngành nghề khoa học xã hội nhân văn, y dược, luật và âm nhạc. Ngày 3 tháng 7 năm 1854, Hội đồng điều hành lâm thời cử hành lễ đặt đá đầu tiên, cùng ngày với lễ khởi công công trình Thư viện bang Victoria. Một năm sau thì khai giảng khóa đầu tiên với chỉ ba giáo sư và 16 sinh viên theo học.
Tháng 10 năm 1855, cơ sở giảng dạy đầu tiên của trường, là các công trình phía đông và phía tây của tòa nhà Quadrangle hiện nay, được khánh thành trong sự hiện diện của Ngài Charles Hotham, tân thống đốc thuộc địa. Công trình phía bắc của tòa nhà này, được khánh thành trễ hơn 2 năm, là nơi chứng kiến phong trào làm việc 8 giờ của giới lao động Úc đương thời. Hiệu trưởng danh dự đầu tiên của nhà trường, ngài Redmond Barry vẫn giữ chức vụ này cho đến khi ông từ trần năm 1880.

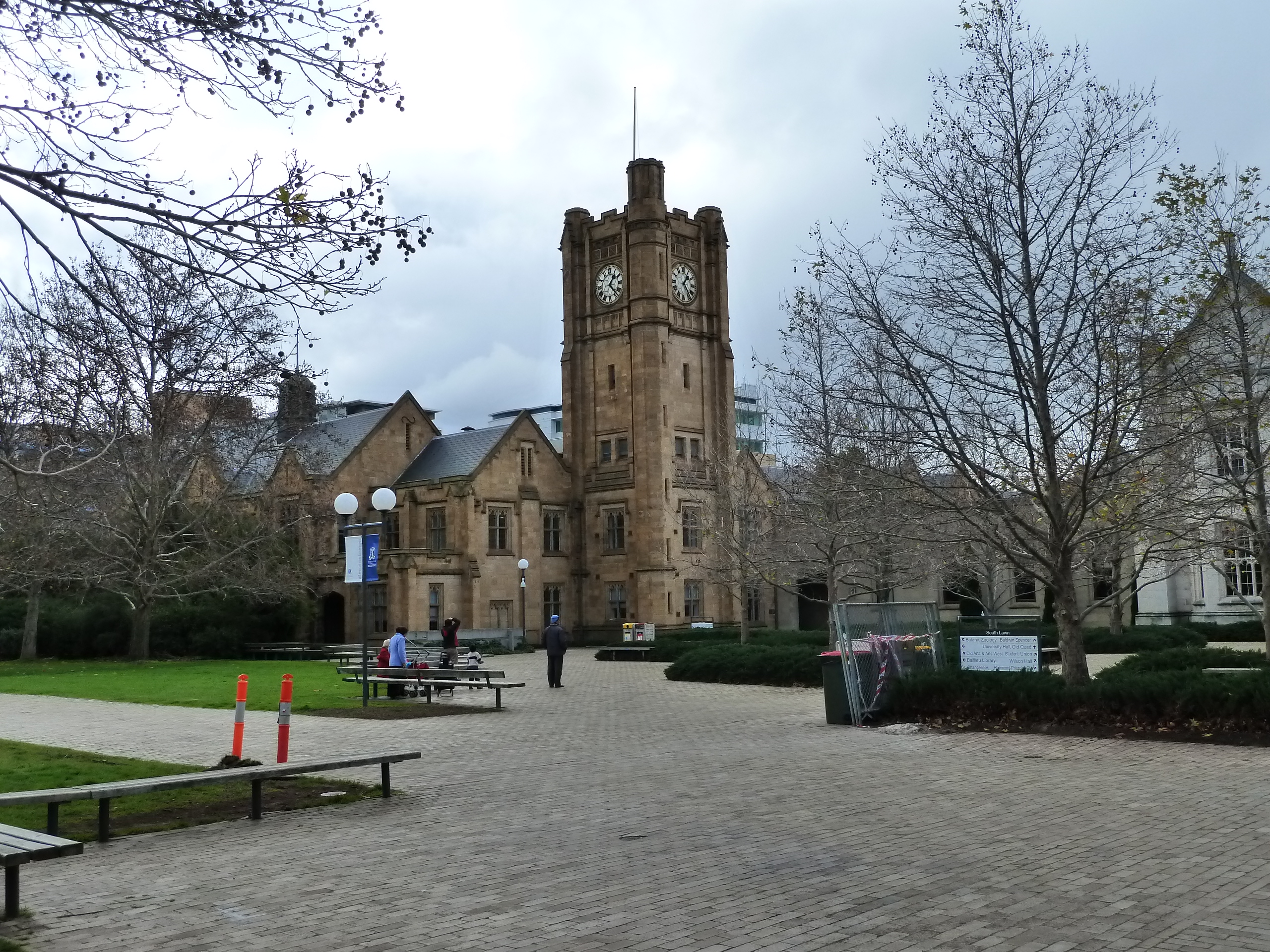
Tòa nhà Old Arts - ĐH Melbourne

Năm 1856, nhà trường bắt đầu xây dựng khu vườn sinh thái đầu tiên, Vườn System, ở phía tây bắc của khuôn viên trường. Khu vườn là nơi sưu tầm nhiều loài thực vật khác nhau được xếp bao quanh một ngôi tháp bằng gạch trắng mô phỏng theo phong cách những khu vườn tương tự ở Đại học Cambridge bên Anh quốc.
Năm 1857, trường mở khoa Luật học theo đề xuất của ngài hiệu trưởng danh dự. Khóa cử nhân Luật đầu tiên khai giảng năm 1860 và bế giảng năm 1865 trở nên thu hút một lượng đông đảo ứng viên theo học. Mặc dù đội ngũ giáo viên đều là thỉnh giảng, khóa học đáp ứng được nhu cầu ngày càng gia tăng của thuộc địa đương thời. Số lượng học viên nộp đơn vào trường theo đó cũng tăng lên nhanh chóng.
Làn sóng đổ xô tìm vàng những năm 1850-1860 đã đem lại sự thịnh vượng lớn cho cả vùng thuộc địa, biến Melbourne thành trung tâm kinh tế, và dịch vụ cảng biển lớn của châu lục thuộc địa. Đồng thời, lợi nhuận chính quyền thu được cũng giúp nhà trường có bước khởi đầu thuận lợi.

### Giai đoạn 1860 - 1918
Những năm 1860 đến 1918 là giai đoạn hình thành và phát triển nhiều ngành học chủ đạo của trường. Melbourne lúc này vẫn là một trường nhỏ, nhưng nhờ nhận thức hợp thời cùng sự quan tâm của chính quyền thuộc địa bang, nhà trường đã bắt đầu phát triển thành một viện đại học đa ngành, cung cấp một lượng lớn nhân tài cho nền học vấn bản địa.
Trường mở thêm nhiều khoa, ngành mới, bắt đầu là khoa Công nghệ (1861), khoa Y (1862), Khoa học tự nhiên (1886), Nha khoa (1904) và Nông nghiệp (1911). Nhạc viện Melbourne cũng được khánh thành năm 1895. Trường nội trú Trinity cũng được ra mắt trong giai đoạn này, mở đường cho sự hình thành nhiều trường nội trú khác tại vành đai phía bắc khuôn viên trường.
Một bước tiến quan trọng trong giai đoạn này là sự cải tiến chương trình học từ hàn lâm lý thuyết sang thực tiễn, ứng dụng. Công đầu thuộc về phái 'các hiệu trưởng' trong Hội đồng nhà trường. Nhờ đó mà trường đã mở cửa cho nữ giới vào học (năm 1880). Nữ sinh đầu tiên tốt nghiệp từ Đại học Melbourne, cô Julia 'Bella' Guerin, cũng là nữ cử nhân đầu tiên trên toàn thuộc địa Úc.
Những năm 1880 đánh dấu sự ra hình thành của các hiệp hội, câu lạc sinh viên. Bắt đầu từ Hội sinh viên Y khoa năm 1880, nhiều hội sinh viên khác lần lượt ra đời, phản ánh nhu cầu cần được đại diện, sinh hoạt và giao lưu của đông đảo sinh viên trong trường. Tổng hội sinh viên trường, tiền thân của UMSU cũng được thành lập năm 1884
Về xây dựng, nhà trường đã cho khánh thành Hội trường Wilson Hall năm 1882. Tòa nhà xây bằng đá sa thạch theo phong cách kiến trúc Gôtích với hàng cửa sổ bằng kính to lớn. Tòa nhà cũng trở thành một biểu tượng đáng nhớ của trường và là nơi diễn ra nhiều sự kiện nghi lễ quan trọng của Đại học Melbourne sau này.
Số lượng sinh viên của trường không ngừng tăng, từ 500 người năm 1901 lên đến 1000 người năm 1909.
Thập niên đầu tiên của thế kỷ XX mở đầu với bóng đen tiêu cực: kế toán trưởng nhà trường bị phát hiện biển thủ hơn 10.000 bảng Anh. Sự việc gây chấn động dư luận xã hội đương thời bởi mức độ quá lớn của nó (mỗi năm trường chỉ nhận được 9.000 bảng Anh tiền tài trợ từ Chính phủ), mà còn vì hành vi lâu dài của vụ việc (vụ biển thủ diễn ra trong 15 năm). Mặc dù vậy, nhà trường vẫn nhận được nhiều khoản ngân sách mới từ Nhà nước để đầu tư ngành Cơ khí chế tạo máy và xây dựng nhiều cơ sở mới cho khoa Công nghệ. Ngân sách cấp cho trường cũng gia tăng ngoạn mục: từ 8.000 bảng lên đến 20.000 bảng một năm. Bên cạnh đó, nhà trường cũng vận động thêm 13.326 bảng từ nguồn xã hội hóa để đầu tư thêm nhiều cơ sở hạ tầng mới.
Năm 1914, Chiến tranh thế giới thứ nhất nổ ra.

## Học thuật

### Đào tạo
Viện Đại học Melbourne hiện đào tạo hơn 80 chuyên ngành đại học và hơn 270 chuyên ngành cao học. Trong danh sách các trường đại học hàng đầu của Úc, Đại học Melbourne có tỷ lệ hồ sơ nhập học được nhận vào thấp nhất, với mức điểm xét tuyển đầu vào (ATAR) từ 70 (ngành nông nghiệp) đến 96 điểm (năm 2015). Ngược lại, tỷ lệ sinh viên bỏ học của trường ở mức thấp nhất trên toàn quốc.

## Tổ chức

### Phân Khoa
Viện Đại học Melbourne có tổng cộng 10 trường thành viên, gọi là các phân khoa (tiếng Anh: faculty). Mỗi phân khoa lại sở hữu và quản lý nhiều khoa nhỏ hơn gồm các trường đào tạo cử nhân, khoa cao học và viện nghiên cứu chuyên môn.
Danh sách các phân khoa thành viên bao gồm:
|    | Khoa                                                | Tên gốc tiếng Anh                                                   | Học xá                         |
| -- | --------------------------------------------------- | ------------------------------------------------------------------- | ------------------------------ |
| 1  | Khoa Kiến trúc, Xây dựng và Quy hoạch               | Faculty of Architecture, Building and Planning                      | Parkville, Burnley và Creswick |
| 2  | Văn Khoa                                            | Faculty of Arts                                                     | Parkville                      |
| 3  | Khoa Kinh tế và Kinh doanh                          | Faculty of Economics and Business                                   | Parkville                      |
| 4  | Khoa Giáo dục                                       | Faculty of Education                                                | Parkville                      |
| 5  | Khoa Công nghệ                                      | Faculty of Engineering                                              | Parkville                      |
| 6  | Khoa Luật                                           | Faculty of Law                                                      | Parkville                      |
| 7  | Khoa Y, Nha và Khoa học Y tế                        | Faculty of Medicine, Dentistry and Health Sciences                  | Parkville, Shepparton          |
| 8  | Khoa Khoa học tự nhiên                              | Faculty of Science                                                  | Parkville                      |
| 9  | Khoa Thú y và Nông nghiệp                           | Faculty of Veterinary and Agricultural Sciences                     | Parkville, Werribee và Dookie  |
| 10 | Cao đẳng Nghệ thuật Victoria và Nhạc viện Melbourne | Victorian College of the Arts and Melbourne Conservatorium of Music | Southbank                      |

## Khuôn viên

### Khuôn viên học xá
Trường đại học Melbourne có bảy khuôn viên. Trong số đó, Parkville là học xá lớn nhất và là nơi đặt trụ sở nhà trường cùng nhiều phân khoa trong trường.. Ngoài ra trường còn có 2 khuôn viên vệ tinh, bao gồm:
- Burnley
- Southbank

Cùng với bốn khuôn viên khác ở vùng ngoại ô của Melbourne và vùng nông thôn bang Victoria:
- Creswick
- Dookie
- Shepparton
- Werribee

### Ký túc xá
Viện Đại học Melbourne hiện đang quản lý tổng cộng 12 ký túc xá nội trú. Bảy trong số này tọa lại tại một dải đất hình vòng cung có tên gọi College Crescent (tiếng Việt: Lưỡi liềm Đại học) nằm ở rìa phía bắc của khuôn viên chính Parkville. Năm ký túc xá còn lại nằm rải rác trong các khu phố lân cận. Ký túc xá không chỉ cung cấp nơi trọ học đạt tiêu chuẩn, nó còn là nơi sinh viên có thể tập trải nghiệm cuộc sống tập thể và tham gia nhiều hoạt động văn hóa, thể thao phong phú của trường.
Các ký túc xá không chỉ dành cho sinh viên của trường vào ở, mà hầu hết còn nhận sinh viên của nhiều trường khác như Đại học Monash, RMIT, Đại học Công giáo Úc và Đại học Victoria.
| Ormond College 1881–nay  | Trinity College 1872–nay | Janet Clarke Hall 1886–nay | St Mary's College 1918–nay    |
| Queen's College 1887–nay | Newman College 1918–nay  | Medley Hall 1954–nay       |                               |
| Queen's College 1887–nay | Newman College 1918–nay  | Medley Hall 1954–nay       | Whitley College, 1965–nay     |
| Queen's College 1887–nay | Newman College 1918–nay  | Medley Hall 1954–nay       | Ridley College, 1910–2007     |
| Queen's College 1887–nay | Newman College 1918–nay  | Medley Hall 1954–nay       | University College, 1937–nay  |
| Queen's College 1887–nay | Newman College 1918–nay  | Medley Hall 1954–nay       | International House, 1957–nay |
| Queen's College 1887–nay | Newman College 1918–nay  | Medley Hall 1954–nay       | Graduate House, 1962–nay      |
| Queen's College 1887–nay | Newman College 1918–nay  | Medley Hall 1954–nay       | St Hilda's College, 1964–nay  |

### Thư viện
Thư viện trường Đại học Melbourne (The Melbourne University Library) là đơn vị quản lý chính các thư viện trong trường. Đây cũng là một trong những thư viện đông khách nhất trên toàn nước Úc: mỗi năm các chi nhánh của thư viện trường đón tiếp hơn 1,4 triệu lượt bạn đọc và trang web của thư viện cũng ghi nhận trên 3 triệu lượt truy cập dữ liệu. Thư viện hiện đang sở hữu kho lưu trữ đồ sộ và đang dạng với trên 3,5 triệu bản tài liệu có giá trị bao gồm sách in, DVD, ảnh chụp, bản ký âm nhạc và báo in, tạp chí. Tài liệu đã được số hóa bao gồm trên 32.000 sách điện tử, hàng trăm cơ sở dữ liệu và khoảng 63.000 tập san khoa học chuyên ngành. Ngoài ra, Thư viện còn đang quản lý nhiều tư liệu vô giá các sách in, bản đồ, bản in cổ, quý hiếm và quản lý 33 Bộ sưu tập Văn hóa trong trường.
Bên cạnh chuyên môn lưu trữ, Thư viện còn tham gia thiết kế và quản trị các không gian giảng dạy chia sẻ trong khuôn viên nhà trường. Đội ngũ nhân viên thư viện còn cung cấp nhiều dịch vụ miễn phí cho sinh viên, như tư vấn nghiên cứu khoa học, tư vấn kỹ năng học tập, sử dụng máy tính và cho mượn phòng học nhóm.
Thư viện Đại học Melbourne hiện có tổng cộng 12 điểm thư viện, bao gồm:
- Thư viện Bailleu (khoa học xã hội và nhân văn)
- Thư viện Y khoa Brownless
- Trung tâm Tư liệu phía Đông (ERC)
- Thư viện Giblin Euson (kinh tế, kinh doanh và giáo dục)
- Thư viện Luật
- Thư viện Âm nhạc, Nghe nhìn và Nghệ thuật Lenton Parr
- Thư viện Âm nhạc Louise Hanson-Dyer
- Thư viện Trường Đất đai và Môi trường Melbourne (khuôn viên Burnley, Creswick và Dookie)
- Thư viện Khoa học Thú y

## Xếp hạng
Times Higher Education xếp hạng Đại học Melbourne đứng thứ 32 thế giới (đứng thứ nhất nước Úc) vào năm 2017-2018 trong bảng xếp hạng hàng năm World University Rankings.
Trong bảng xếp hạng của QS World University Rankings 2019, trường Melbourne được xếp thứ 39 thế giới (đứng thứ 2 nước Úc).
Đối với bảng xếp hạng của USNWR World, Đại học Melbourne được xếp thứ 26 toàn cầu (đứng thứ nhất nước Úc).
Theo QS World University Subject Rankings 2018, Đại học Melbourne được xếp hạng thứ 6 thế giới về các ngành giáo dục, thứ 8 về luật, thứ 8 về giải phẫu học và sinh lý học, thứ 10 về kế toán và tài chính, thứ 14 về kinh doanh và quản lý, thứ 14 về khoa học đời sống và dược, và thứ 14 về khoa học máy tính.
Đặc biệt, khả năng về việc làm của học sinh sau khi tốt nghiệp của trường được xếp thứ 6 thế giới theo bảng xếp hạng QS Graduate Employability Ranking.